# 쓰마촌
쓰마촌(都万村)은 시마네현에 있던 촌이며, 오키군에 속했다. 현재의 오키노시마정의 일부에 해당한다.

## 지리
오키 제도 중에서 가장 큰 섬인 시마고의 남서부에 위치했다.대산 오키 국립공원으로 지정되어 있어 관광지로 유명하였다.

## 역사
- 1904년 - 합병전의 촌역인 쓰마촌이 성립함과 동시에 오치군에 소속되었다.
- 1969년 4월 1일 - 오키군으로 관활권이 변경되었다.
- 2004년 10월 1일 - 사이고정, 후세촌, 고카촌과 합병해 오키노시마정이 성립하였다. 동일 쓰마촌은 폐지되었다.

## 행정
- 촌장 : 하루키 토미에키 (春木 冨益) (임기: 2001년 3월 1일 - 2004년 10월 1일)

## 주요 시설
- 교통 : 현도 - 시마네현도 제44호선, 시마네현도 제316호선
- 명소 : 단교노다키(일본어판)